# 黄水塘駅
黄水塘駅は、四川省涼山イ族自治州西昌市黄水郷にある、成昆線の駅。

## 列車ダイヤ
1日に朝夕の2本しか停まらない。

## 隣の駅
中国鉄路総公司
成昆線
黄聯関駅 - 黄水塘駅 - 麻栗駅

## 周辺施設
- 京昆高速道路黄聯関インターチェンジ・黄水料金所